# Saint-Benoît-du-Sault

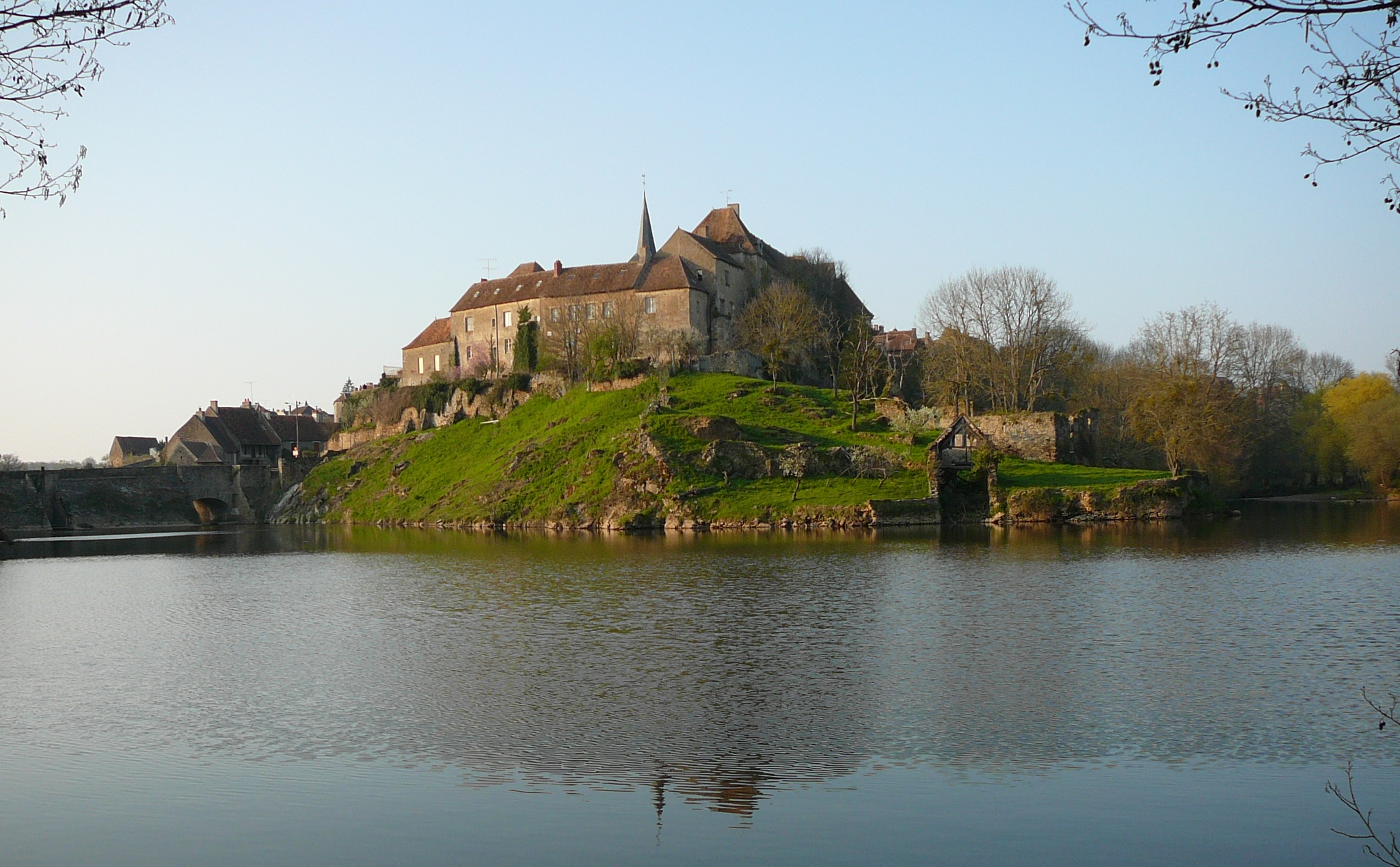
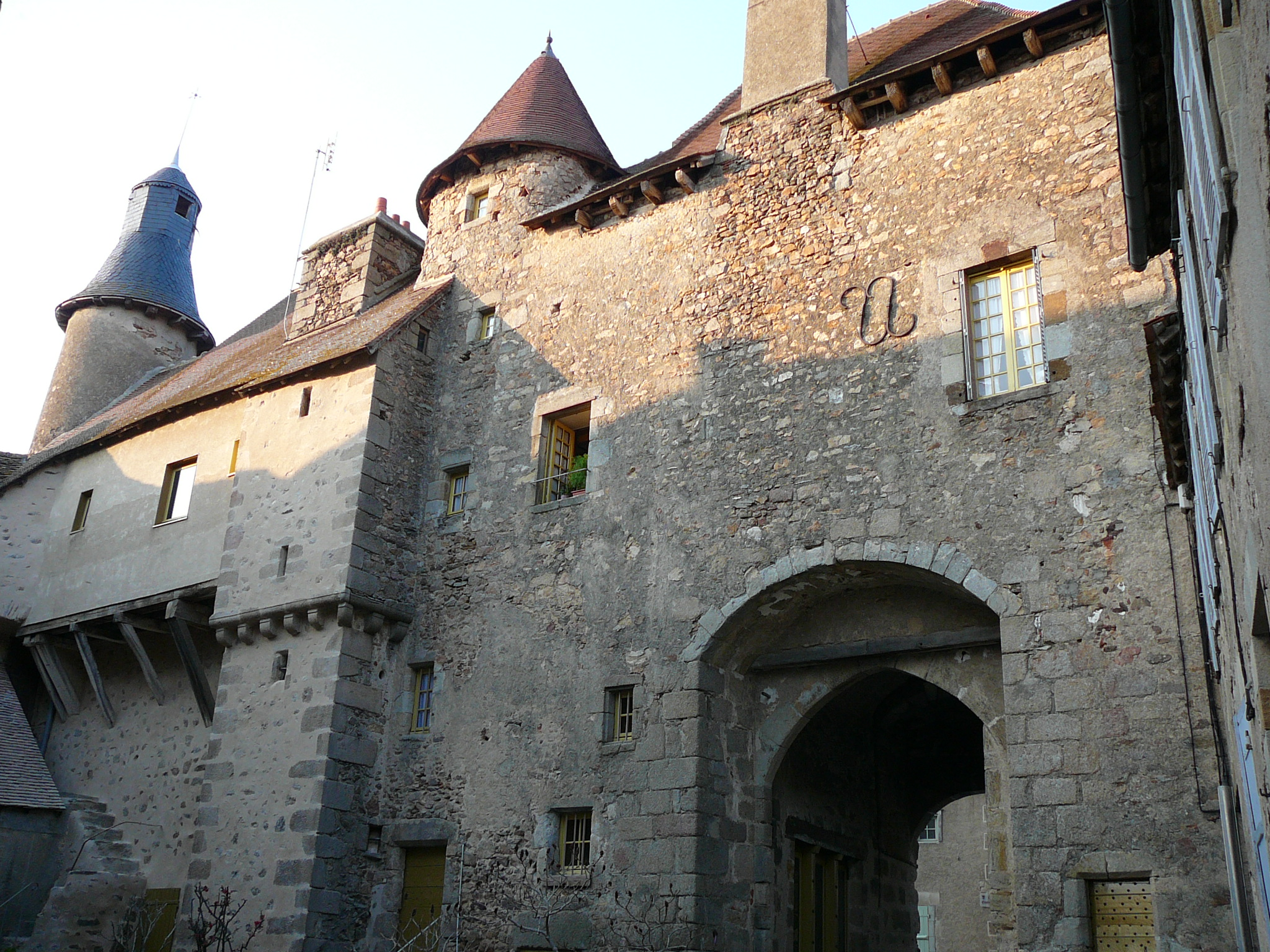
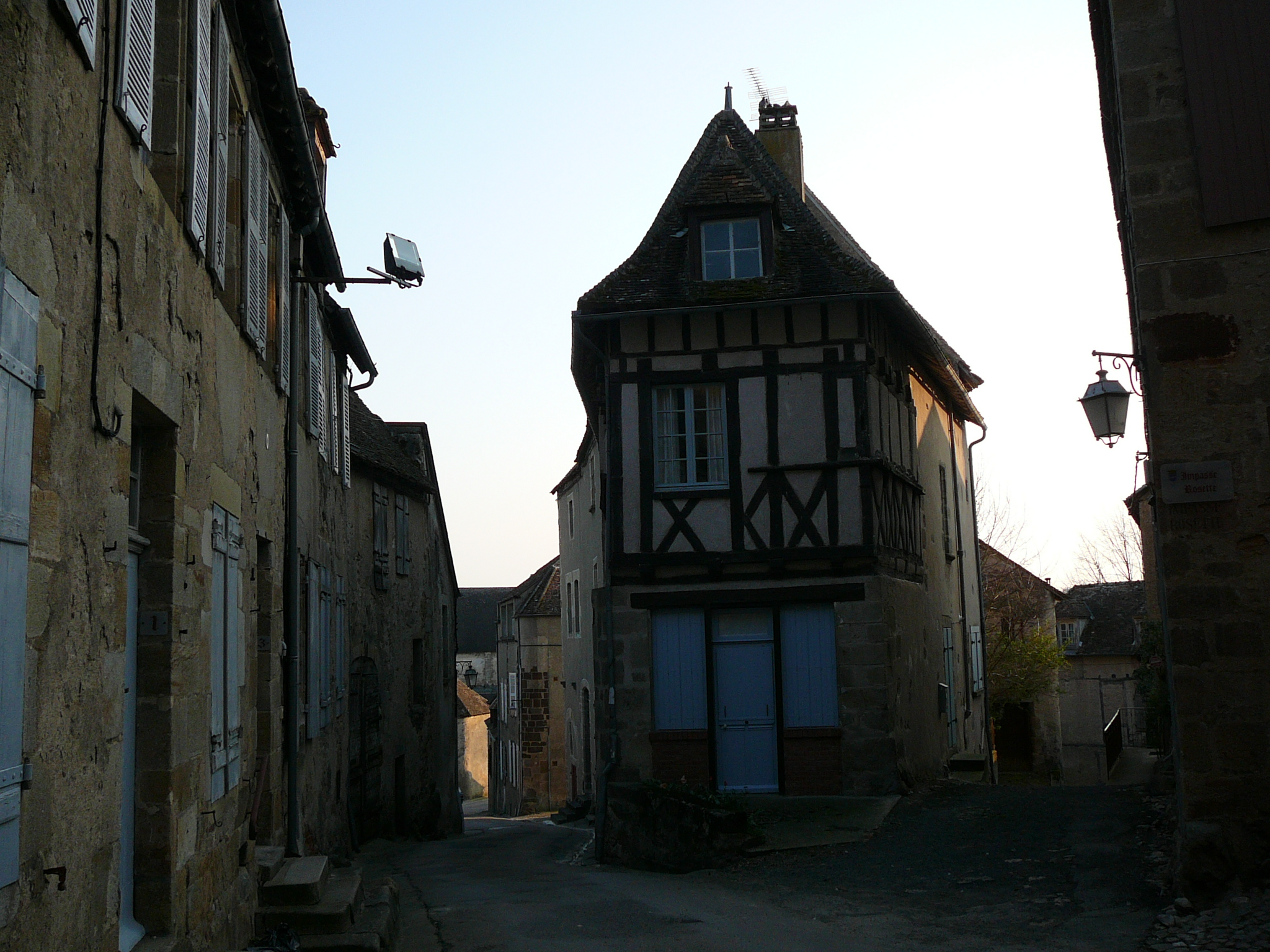

Saint-Benoît-du-Sault – miejscowość i gmina we Francji, w Regionie Centralnym-Dolinie Loary, w departamencie Indre.
Według danych na rok 2016 gminę zamieszkiwało 607 osób, a gęstość zaludnienia wynosiła 337 osób/km² (wśród 1842 gmin Centre, Saint-Benoît-du-Sault plasuje się na 465. miejscu pod względem liczby ludności, natomiast pod względem powierzchni na miejscu 1420.).